# 異紋魮脂鯉
異紋魮脂鯉，中文俗名幻眼三色灯，為輻鰭魚綱脂鯉目脂鯉科的其中一個種。

## 分布
本魚分布於南美洲巴西亞馬遜河下游流域。

## 特徵
本魚背部呈淺灰褐色，體側和腹部呈銀白色。沿著魚體中央有三條條紋：最上面一條呈紅色，中間一條為淺金黃色，下面一條呈黑色且較寬，鰓蓋銀白色；雌魚的體側較深。體長約3.3公分。

## 生態
本魚棲息在溪流和湖泊中，喜群游，性情溫和，屬雜食性，以蠕蟲、甲殼動物與植物等為食 。

## 經濟利用
為觀賞性魚類。